# Мостова (Новокузнецький район)
Мостова́ (рос. Мостовая) — селище у складі Новокузнецького району Кемеровської області, Росія. Входить до складу Загорського сільського поселення.

## Населення
Населення — 34 особи (2010; 18 у 2002).
Національний склад (станом на 2002 рік):
- росіяни — 89 %